# José Agustín Ganuza García
José Agustín Ganuza García O.A.R. (ur. 28 sierpnia 1931 w Artajonie) – hiszpański duchowny katolicki posługujący w Panamie, prałat Bocas del Toro 1970-2008.

## Życiorys
Święcenia kapłańskie otrzymał 27 czerwca 1954.
12 marca 1970 papież Paweł VI mianował go prałatem Bocas del Toro. 4 lutego 1972 został biskupem tytularnym Pauzery. 27 maja 1972 z rąk arcybiskupa Edoarda Rovidy przyjął sakrę biskupią. 1 maja 2008 ze względu na wiek złożył rezygnację z zajmowanej funkcji.